# Haltichella mboroensis
Haltichella mboroensis är en stekelart som beskrevs av Jean Risbec 1957. Haltichella mboroensis ingår i släktet Haltichella och familjen bredlårsteklar.
Artens utbredningsområde är Senegal. Inga underarter finns listade i Catalogue of Life.